# Lonoke
Lonoke és una població dels Estats Units a l'estat d'Arkansas. Segons el cens del 2000 tenia 4.553 habitants.

## Demografia
Segons el cens del 2000, Lonoke tenia 4.287 habitants, 1.595 habitatges, i 1.092 famílies. La densitat de població era de 382,3 habitants/km².
Dels 1.595 habitatges en un 33,4% hi vivien nens de menys de 18 anys, en un 50,4% hi vivien parelles casades, en un 14,1% dones solteres, i en un 31,5% no eren unitats familiars. En el 28,5% dels habitatges hi vivien persones soles el 14,9% de les quals corresponia a persones de 65 anys o més que vivien soles. El nombre mitjà de persones vivint en cada habitatge era de 2,53 i el nombre mitjà de persones que vivien en cada família era de 3,14.
Per edats la població es repartia de la següent manera: un 26,3% tenia menys de 18 anys, un 8,7% entre 18 i 24, un 25,8% entre 25 i 44, un 21,5% de 45 a 60 i un 17,7% 65 anys o més.
L'edat mediana era de 37 anys. Per cada 100 dones de 18 o més anys hi havia 82,4 homes.
La renda mediana per habitatge era de 31.558 $ i la renda mediana per família de 44.423 $. Els homes tenien una renda mediana de 34.315 $ mentre que les dones 22.642 $. La renda per capita de la població era de 15.598 $. Entorn de l'11,9% de les famílies i el 15% de la població estaven per davall del llindar de pobresa.

## Poblacions més properes
El següent diagrama mostra les poblacions més properes.